# Еміліано Бонаццолі
Еміліано Бонаццолі1 (італ. Emiliano Bonazzoli, нар. 20 січня 1979, Азола) — італійський футболіст, що грав на позиції нападника. 

## Клубна кар'єра
Народився 20 січня 1979 року в місті Азола. Вихованець юнацьких команд футбольних клубів «Волунтас Брешія» та «Брешія».
У дорослому футболі дебютував 1996 року виступами за друголігову команду «Брешія», наступного сезону дебютував за команду в Серії A. Згодом першу половину 1999 року провів в оренді в «Чезені», після чого ще сезон провів у «Брешії».
Влітку 2000 року перейшов до «Парми», звідки за декілька місяців попрямував в оренду до «Верони», у якій нарешті отримав досвід постійних виступів в елітному італійському дивізіоні. Загалом протягом більшої частини 2000-х стабільно грав у Серії A, крім «Парми», до якої повернувся у 2001 і з якою виграв Кубок Італії 2001/02, також захищав кольори «Реджини», «Сампдорії» і «Фіорентини». Особливою результативністю не відзначався.
2009 року повернувся до «Реджини», що на той час вже змагалася в Серії B, де провів три сезони.
Згодом також встиг пограти за друголігову «Падову», декілька команд третього і четвертого італійських дивізіонів, а у першій половині 2014 року виступав в Угорщині за «Гонвед».
Завершував ігрову кар'єру в «Читтаделлі» з третього дивізіону, за яку виступав протягом першої половину 2016 року.

## Виступи за збірні
1996 року дебютував у складі юнацької збірної Італії (U-17), загалом на юнацькому рівні за команди різних вікових категорій взяв участь у 26 іграх, відзначившись 9-ма забитими голами.
Протягом 1998–2002 років залучався до складу молодіжної збірної Італії. На молодіжному рівні зіграв у 17 офіційних матчах, забив 8 голів. Був учасником молодіжного Євро-2002, де італійці припинили боротьбу у півфіналі, а сам нападник став автором одного гола на груповій стадії.
Восени 2006 року взяв участь у своєму єдиному офіційному матчі у складі національної збірної Італії.

## Кар'єра тренера
Розпочав тренерську кар'єру відразу ж по завершенні кар'єри гравця, 2016 року, увійшовши до тренерського штабу клубу «Атлетіко Консельве» як технічний асистент, а згодом був його головним тренером.
Згодом змінив ще декілька тренерських робіт, зоурема тренуав веронські жіночі команди «К'єво» і «Верона».
З 2020 року входить до тренерського штабу клубу «Ренате».

## Статистика виступів

### Статистика клубних виступів
| Сезон                 | Команда               | Чемпіонат             | Чемпіонат | Чемпіонат | Національний кубок | Національний кубок | Національний кубок | Континентальні кубки | Континентальні кубки | Континентальні кубки | Інші змагання | Інші змагання | Інші змагання | Усього | Усього |
| Сезон                 | Команда               | Ліга                  | Ігор      | Голів     | Ліга               | Ігор               | Голів              | Ліга                 | Ігор                 | Голів                | Ліга          | Ігор          | Голів         | Ігор   | Голів  |
| --------------------- | --------------------- | --------------------- | --------- | --------- | ------------------ | ------------------ | ------------------ | -------------------- | -------------------- | -------------------- | ------------- | ------------- | ------------- | ------ | ------ |
| 1996–97               | «Брешія»              | B                     | 1         | 0         | КІ                 | 0                  | 0                  | -                    | -                    | -                    | -             | -             | -             | 1      | 0      |
| 1997–98               | «Брешія»              | A                     | 12        | 0         | КІ                 | 0                  | 0                  | -                    | -                    | -                    | -             | -             | -             | 12     | 0      |
| 1998-січ. 1999        | «Брешія»              | B                     | 5         | 0         | КІ                 | 3                  | 1                  | -                    | -                    | -                    | -             | -             | -             | 8      | 1      |
| січ.-черв. 1999       | «Чезена»              | B                     | 21        | 1         | КІ                 | -                  | -                  | -                    | -                    | -                    | -             | -             | -             | 21     | 1      |
| 1999–00               | «Брешія»              | B                     | 35        | 10        | КІ                 | 5                  | 2                  | -                    | -                    | -                    | -             | -             | -             | 40     | 12     |
| Усього за «Брешію»    | Усього за «Брешію»    | Усього за «Брешію»    | 53        | 10        |                    | 8                  | 3                  | -                    | -                    | -                    | -             | -             | -             | 61     | 13     |
| лип.-жовт. 2000       | «Парма»               | A                     | 1         | 0         | КІ                 | 0                  | 0                  | КУЄФА                | 1                    | 2                    |               | -             | -             | 2      | 2      |
| жовт. 2000–01         | «Верона»              | A                     | 28        | 7         | КІ                 | -                  | -                  | -                    | -                    | -                    | -             | -             | -             | 28     | 7      |
| 2001–02               | «Парма»               | A                     | 27        | 5         | КІ                 | 2                  | 0                  | КУЄФА                | 7                    | 3                    |               | -             | -             | 36     | 8      |
| 2002-січ. 2003        | «Парма»               | A                     | 8         | 3         | КІ                 | 2                  | 1                  | КУЄФА                | 4                    | 0                    | СІ            | 1             | 0             | 15     | 4      |
| Усього за «Парму»     | Усього за «Парму»     | Усього за «Парму»     | 36        | 8         |                    | 4                  | 1                  |                      | 12                   | 5                    |               | 1             | 0             | 53     | 14     |
| січ.-черв. 2003       | «Реджина»             | A                     | 17+2      | 7+1       | КІ                 | -                  | -                  | -                    | -                    | -                    | -             | -             | -             | 19     | 8      |
| 2003–04               | «Реджина»             | A                     | 25        | 2         | КІ                 | 1                  | 0                  | -                    | -                    | -                    | -             | -             | -             | 26     | 2      |
| 2004–05               | «Реджина»             | A                     | 35        | 8         | КІ                 | 0                  | 0                  | -                    | -                    | -                    | -             | -             | -             | 35     | 8      |
| 2005–06               | «Сампдорія»           | A                     | 17        | 9         | КІ                 | 1                  | 0                  | КУЄФА                | 6                    | 1                    | -             | -             | -             | 24     | 10     |
| 2006–07               | «Сампдорія»           | A                     | 27        | 4         | КІ                 | 8                  | 4                  | -                    | -                    | -                    | -             | -             | -             | 35     | 8      |
| 2007–08               | «Сампдорія»           | A                     | 30        | 2         | КІ                 | 4                  | 2                  | Інт+КУЄФА            | 0                    | 0                    | -             | -             | -             | 34     | 4      |
| 2008-січ. 2009        | «Сампдорія»           | A                     | 10        | 0         | КІ                 | 1                  | 1                  | КУЄФА                | 5                    | 4                    | -             | -             | -             | 16     | 5      |
| Усього за «Сампдорію» | Усього за «Сампдорію» | Усього за «Сампдорію» | 83        | 16        |                    | 14                 | 7                  |                      | 11                   | 5                    |               | -             | -             | 108    | 28     |
| січ.-черв. 2009       | «Фіорентина»          | A                     | 12        | 1         | КІ                 | -                  | -                  | ЛЧ+КУЄФА             | -                    | -                    |               | -             | -             | 12     | 1      |
| 2009–10               | «Реджина»             | B                     | 35        | 4         | КІ                 | 3                  | 0                  | -                    | -                    | -                    | -             | -             | -             | 38     | 4      |
| 2010–11               | «Реджина»             | B                     | 31+2      | 17+2      | КІ                 | 0                  | 0                  | -                    | -                    | -                    | -             | -             | -             | 33     | 19     |
| 2011–12               | «Реджина»             | B                     | 28        | 4         | КІ                 | 2                  | 0                  | -                    | -                    | -                    | -             | -             | -             | 30     | 4      |
| лип.-жовт. 2012       | «Реджина»             | B                     | -         | -         | КІ                 | -                  | -                  | -                    | -                    | -                    | -             | -             | -             | -      | -      |
| Усього за «Реджину»   | Усього за «Реджину»   | Усього за «Реджину»   | 171+4     | 42+3      |                    | 6                  | 0                  |                      | -                    | -                    |               | -             | -             | 181    | 45     |
| січ.-черв. 2013       | «Падова»              | B                     | 11        | 3         | КІ                 | -                  | -                  | -                    | -                    | -                    | -             | -             | -             | 11     | 3      |
| вер.-жовт. 2013       | «Марано»              | D                     | 4         | 0         | КІ-D               | 1                  | 0                  | -                    | -                    | -                    | -             | -             | -             | 5      | 0      |
| січ.-черв. 2014       | «Гонвед»              | ЧУ                    | 9         | 0         | КУ+КУЛ             | -                  | -                  | ЛЄ                   | -                    | -                    | -             | -             | -             | 9      | 0      |
| 2014–15               | «Есте»                | D                     | 11        | 3         | КІ-D               | 1                  | 0                  | -                    | -                    | -                    | -             | -             | -             | 12     | 3      |
| лип.-груд. 2015       | «Робур Сієна»         | ЛП                    | 14        | 5         | КІ-ЛП              | 1                  | 0                  | -                    | -                    | -                    | -             | -             | -             | 15     | 5      |
| груд. 2015–16         | «Читтаделла»          | ЛП                    | 11        | 0         | КІ-ЛП              | 0                  | 0                  | -                    | -                    | -                    | -             | -             | -             | 11     | 0      |
| Усього за кар'єру     | Усього за кар'єру     | Усього за кар'єру     | 462+4     | 94+3      |                    | 35                 | 11                 |                      | 23                   | 10                   |               | 1             | 0             | 525    | 118    |

### Статистика виступів за збірну
| Дата       | Місто   | Господарі | Результат | Гості     | Турнір           | Голи | Примітки |
| ---------- | ------- | --------- | --------- | --------- | ---------------- | ---- | -------- |
| 15-11-2006 | Бергамо | Італія    | 1 – 1     | Туреччина | товариський матч | -    | 46'      |
| Усього     |         | Матчів    | 1         |           | Голів            | 0    |          |

## Титули і досягнення

### Командні
- Володар Кубка Італії (1):

«Парма»: 2001/02

### Особисті
- Найкращий бомбардир Кубка Італії (1):

2006/07 (4)